# Sketchpad
Sketchpad (slovenski »ohlapni« prevod Skicirka) je računalniški program, ki ga je leta 1963 napisal ameriški programer Ivan Sutherland. Revolucionarnost programa je bila v tem, da je lahko uporabnik s pomočjo svetlobnega peresa risal po zaslonu in tako neposredno obdeloval predmete na njem, preden jih je shranil.